# Magyarország egyenesszárnyúfajainak listája
Az alábbi lista tartalmazza a Magyarországon előforduló, őshonos és megtelepedett, behurcolt, 9 rendszertani családba tartozó 130 egyenesszárnyúfajt. A védett fajoknál fel van tüntetve természetvédelmi értékük is.

## Acrididae (sáskafélék)

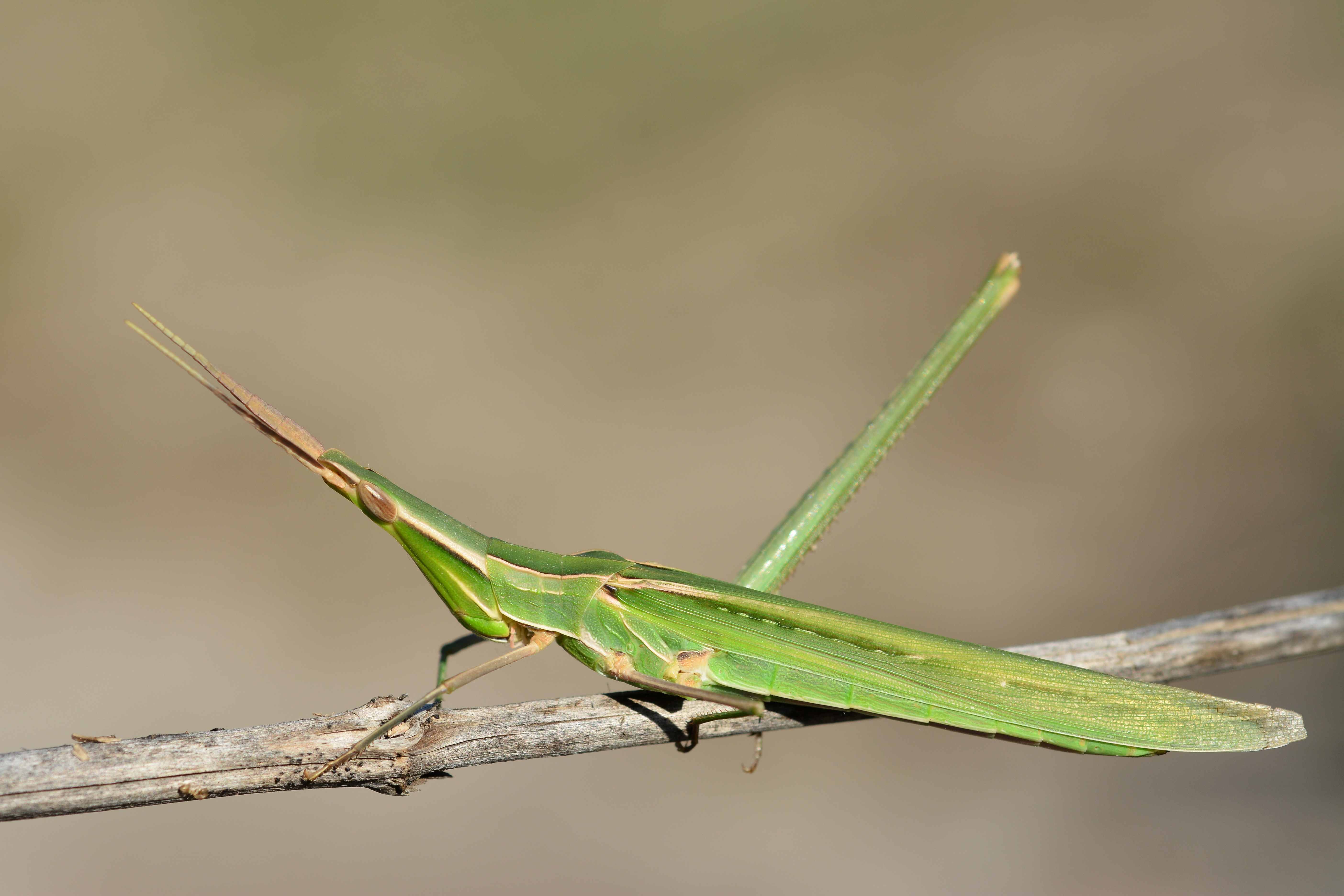
Sisakos sáska

- Acrida ungarica - sisakos sáska    50 000 Ft
- Acrotylus insubricus - önbeásósáska
- Acrotylus longipes - hosszúlábú önbeásósáska    5000 Ft
- Aiolopus strepens - déli áttelelősáska    5000 Ft
- Aiolopus thalassinus - tengerzöld sáska
- Anacridium aegyptium - egyiptomi sáska
- Arcyptera fusca - szép hegyisáska    10 000 Ft
- Arcyptera microptera - sztyepplejtősáska   10 000 Ft
- Calliptamus barbarus - homoki olaszsáska    5000 Ft
- Calliptamus italicus - olaszsáska
- Celes variabilis - szerecsensáska     5000 Ft
- Chorthippus albomarginatus - csinos rétisáska
- Chorthippus apricarius - szélesszárnyú tarlósáska
- Chorthippus biguttulus - zengő tarlósáska
- Chorthippus brunneus - közönséges tarlósáska
- Chorthippus dichrous - vállas rétisáska
- Chorthippus dorsatus - hátas rétisáska
- Chorthippus mollis - halk tarlósáska
- Chorthippus oschei pusztaensis - pusztai rétisáska
- Chorthippus vagans - bolygó tarlósáska
- Chrysochraon dispar - aranyos sáska
- Dociostaurus brevicollis - rövidnyakú sáska
- Dociostaurus maroccanus - marokkói sáska
- Epacromius coerulipes - sziki sáska    5000 Ft
- Euchorthippus declivus - rövidszárnyú rétisáska
- Euchorthippus pulvinatus - karcsú rétisáska
- Euthystira brachyptera - smaragdzöld sáska
- Gomphocerippus rufus - erdei bunkóscsápúsáska
- Locusta migratoria - keleti vándorsáska    10 000 Ft
- Mecostethus parapleurus - hagymazöld sáska
- Miramella alpina - alpesi sáska
- Myrmeleotettix antennatus - homoki bunkóscsápúsáska
- Myrmeleotettix maculatus - kis bunkóscsápúsáska
- Odontopodisma decipiens - déli hegyisáska
- Odontopodisma rubripes - erdélyi hegyisáska   10 000 Ft
- Odontopodisma schmidtii - Schmidt-hegyisáska
- Oedaleus decorus - szalagos sáska
- Oedipoda caerulescens - kékszárnyú sáska
- Omocestus haemorrhoidalis - barna tarlósáska
- Omocestus minutus - apró tarlósáska
- Omocestus petraeus - szőke tarlósáska
- Omocestus rufipes - vöröshasú tarlósáska
- Omocestus viridulus - zöld tarlósáska
- Paracaloptenus caloptenoides - ál-olaszsáska   100 000 Ft
- Pezotettix giornae - kis hegyisáska
- Podisma pedestris - tarka hegyisáska   10 000 Ft
- Pseudochorthippus montanus - lápréti sáska
- Pseudochorthippus parallelus - közönséges rétisáska
- Pseudopodisma nagyi - Nagy-hegyisáska
- Psophus stridulus - kerepelősáska
- Sphingonotus caerulans - homokszínű sáska
- Stauroderus scalaris - hangos hegyisáska
- Stenobothrus crassipes - rövidszárnyú sztyepprétisáska
- Stenobothrus eurasius - eurázsiai sztyepprétisáska    50 000 Ft
- Stenobothrus fischeri - Fischer-rétisáska
- Stenobothrus lineatus - jajgató rétisáska
- Stenobothrus nigromaculatus - sztyeppréti sáska
- Stenobothrus stigmaticus - kis rétisáska
- Stethophyma grossum - tundrasáska

## Gryllidae (valódi tücsökfélék)
- Acheta domesticus - házi tücsök

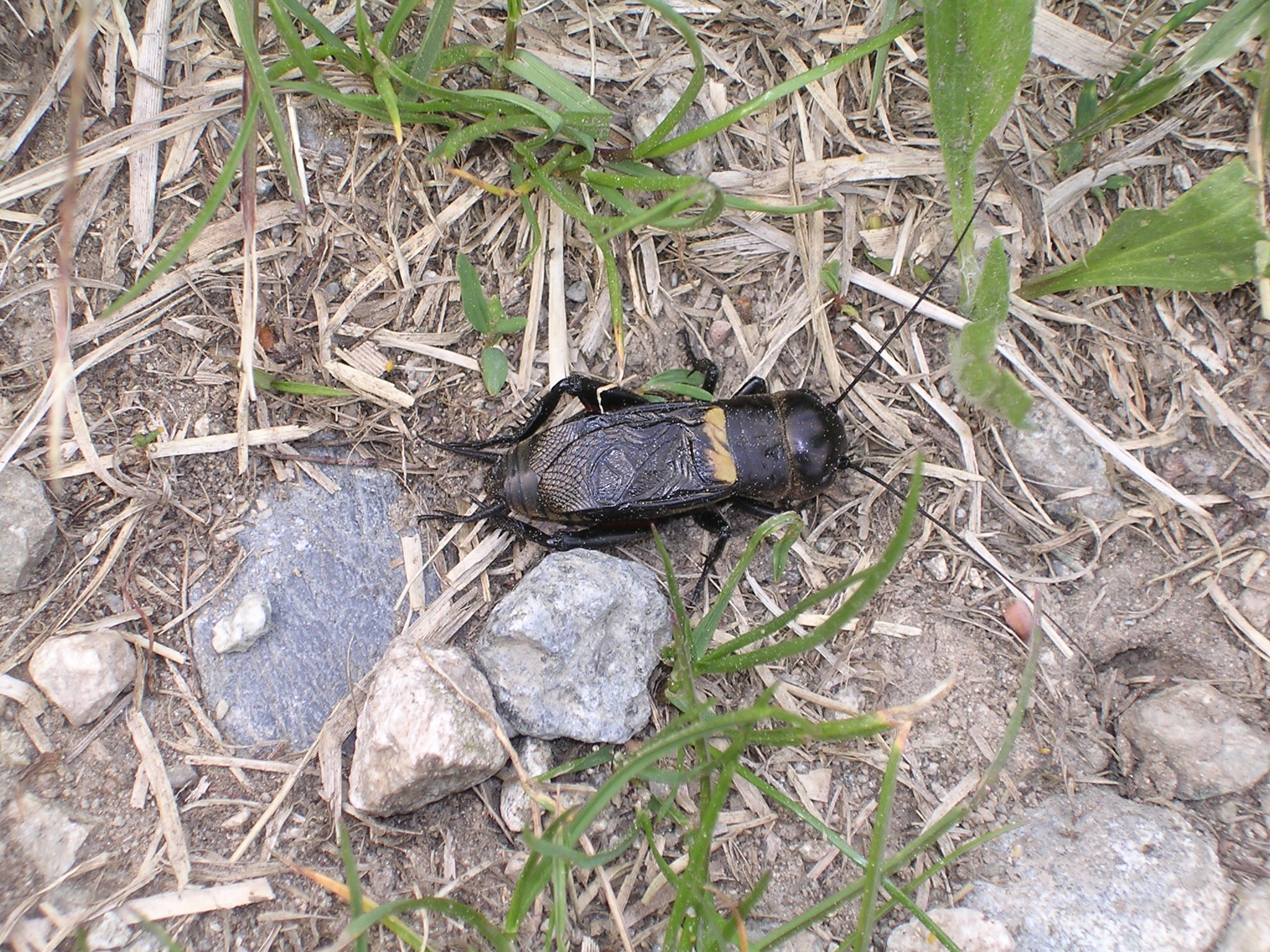
Mezei tücsök

- Eumodicogryllus bordigalensis - bordói tücsök
- Gryllomorpha dalmatina - néma házitücsök
- Gryllus campestris - mezei tücsök
- Melanogryllus desertus - fekete tücsök
- Modicogryllus frontalis - nyugati homlokjegyestücsök
- Modicogryllus truncatus - déli homlokjegyestücsök    5000 Ft
- Oecanthus pellucens - pirregőtücsök

## Gryllotalpidae (lótücsökfélék)
- Gryllotalpa gryllotalpa - közönséges lótücsök
- Gryllotalpa stepposa - sztyeppi lótücsök

## Myrmecophilidae (hangyásztücsökfélék)
- Myrmecophilus acervorum - közép-európai hangyásztücsök
- Myrmecophilus nonveilleri - Nonveiller-hangyásztücsök

## Rhaphidophoridae (barlangi szöcskefélék)
- Diestrammena asynamora - üvegházi szöcske

## Tetrigidae (tövishátúsáska-félék)
- Tetrix bipunctata - kétpettyes tövishátúsáska
- Tetrix bolivari - Bolivar-tövishátúsáska
- Tetrix ceperoi - délnyugati tövishátúsáska
- Tetrix subulata - közönséges tövishátúsáska
- Tetrix tenuicornis - vékonycsápú tövishátúsáska
- Tetrix undulata - ligeti tövishátúsáska

## Tettigoniidae (fürgeszöcskefélék)

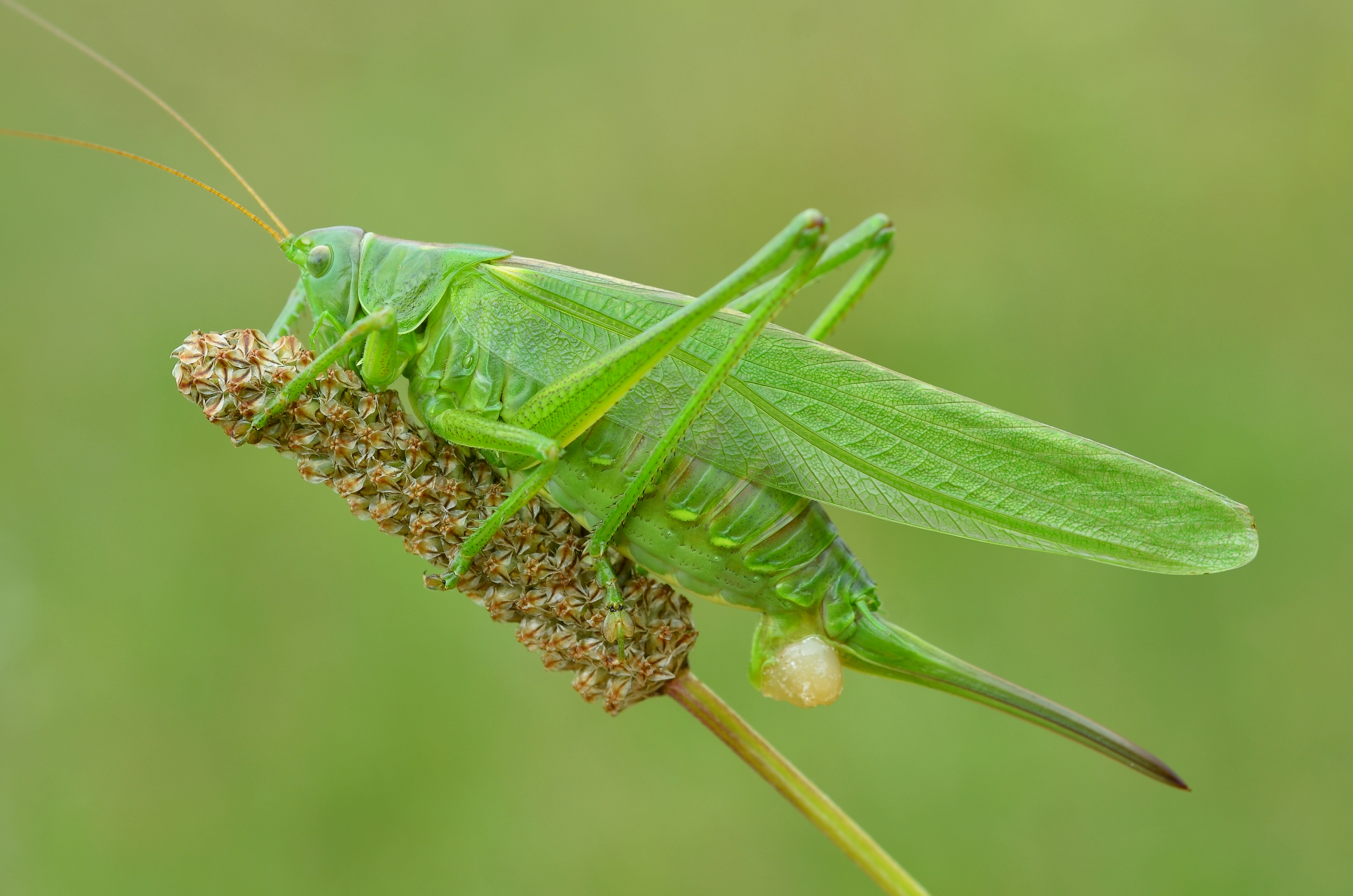
Zöld lombszöcske

- Barbitistes constrictus - északi málnaszöcske
- Barbitistes serricauda - málnaszöcske
- Bicolorana bicolor - halványzöld rétiszöcske
- Conocephalus dorsalis - sarlós kúpfejűszöcske
- Conocephalus fuscus - kis kúpfejűszöcske
- Decticus verrucivorus - szemölcsevő szöcske
- Ephippiger ephippiger - nyergesszöcske
- Eupholidoptera garganica - garganói bozótszöcske
- Gampsocleis glabra - tőrös szöcske    5000 Ft
- Isophya camptoxypha - kárpáti tarsza    10 000 Ft
- Isophya costata - magyar tarsza    100 000 Ft
- Isophya kraussii - erdei tarsza
- Isophya modesta - szerény tarsza    10 000 Ft
- Isophya modestior - illír tarsza    10 000 Ft
- Isophya pienensis - pienini tarsza    50 000 Ft
- Isophya stysi - Stys-tarsza    100 000 Ft
- Leptophyes albovittata - közönséges virágszöcske
- Leptophyes boscii - sárgászöld virágszöcske
- Leptophyes discoidalis - erdélyi virágszöcske   10 000 Ft
- Leptophyes punctatissima - rőthátú virágszöcske
- Meconema meridionale - déli dobolószöcske
- Meconema thalassinum - közönséges dobolószöcske
- Metrioptera brachyptera - sötétzöld rétiszöcske
- Montana montana - homokpusztai szöcske
- Pachytrachis gracilis - karcsú szöcske
- Phaneroptera falcata - zöld repülőszöcske
- Phaneroptera nana - pontozott repülőszöcske
- Pholidoptera aptera - nagy avarszöcske
- Pholidoptera fallax - galléros avarszöcske
- Pholidoptera griseoaptera - szürke avarszöcske
- Pholidoptera littoralis - bujkáló avarszöcske    10 000 Ft
- Pholidoptera transsylvanica - erdélyi avarszöcske    50 000 Ft
- Platycleis affinis - púposhasú rétiszöcske
- Platycleis grisea - szürke rétiszöcske
- Poecilimon brunneri - Brunner-pókszöcske    100 000 Ft
- Poecilimon fussii - Fuss-pókszöcske    10 000 Ft
- Poecilimon intermedius - keleti pókszöcske    10 000 Ft
- Poecilimon schmidtii - Schmidt-pókszöcske    10 000 Ft
- Polysarcus denticauda - fogasfarkú szöcske   5000 Ft
- Rhacocleis germanica - német szöcske
- Roeseliana roeselii - Roesel-rétiszöcske
- Ruspolia nitidula - nagy kúpfejűszöcske
- Saga pedo - fűrészlábú szöcske   50 000 Ft
- Tessellana veyseli - sávos rétiszöcske
- Tettigonia cantans - éneklő lombszöcske
- Tettigonia caudata - farkos lombszöcske    5000 Ft
- Tettigonia viridissima - zöld lombszöcske

## Tridactylidae (ásósáskafélék)
- Xya pfaendleri - Pfändler-ásósáska
- Xya variegata - tarka ásósáska

## Trigonidiidae
- Nemobius sylvestris - erdei tücsök    5000 Ft
- Pteronemobius heydenii - mocsári tücsök
- Stenonemobius bicolor ponticus - pontuszi karcsútücsök